# Urbank (Minnesota)
Urbank és una població dels Estats Units a l'estat de Minnesota. Segons el cens del 2000 tenia 59 habitants.

## Demografia
Segons el cens del 2000, Urbank tenia 59 habitants, 32 habitatges, i 16 famílies. La densitat de població era de 31,2 habitants per km².
Dels 32 habitatges en un 21,9% hi vivien nens de menys de 18 anys, en un 43,8% hi vivien parelles casades, en un 3,1% dones solteres, i en un 46,9% no eren unitats familiars. En el 46,9% dels habitatges hi vivien persones soles el 25% de les quals corresponia a persones de 65 anys o més que vivien soles. El nombre mitjà de persones vivint en cada habitatge era d'1,84 i el nombre mitjà de persones que vivien en cada família era de 2,59.
Per edats la població es repartia de la següent manera: un 15,3% tenia menys de 18 anys, un 10,2% entre 18 i 24, un 22% entre 25 i 44, un 28,8% de 45 a 60 i un 23,7% 65 anys o més.
L'edat mediana era de 48 anys. Per cada 100 dones de 18 o més anys hi havia 108,3 homes.
La renda mediana per habitatge era de 40.625 $ i la renda mediana per família de 46.458 $. Els homes tenien una renda mediana de 31.250 $ mentre que les dones 12.083 $. La renda per capita de la població era de 15.105 $. Cap de les famílies i el 7,3% de la població estaven per davall del llindar de pobresa.

## Poblacions més properes
El següent diagrama mostra les poblacions més properes.